# 耳
耳（みみ）は、動物の器官の1つで、音を適刺激とする感覚器であると同時に、重力の向きと加速度を適刺激とする感覚器でもある。一般に、聴覚にとって重要な器官として広く認知されているが、聴覚以外にも平衡感覚と回転覚を感知しているため、合わせて平衡聴覚器とも言う。

## 概説
音波を受容し、それを感覚神経に伝える構造を持つのが耳である。動物全体で見ると、耳を持つ種の割合はそれほど多いわけではないが、脊椎動物には耳を持つ種が幾つも見られる。
ヒトの場合、耳介や外耳道で音を拾い集め、音によって振動する鼓膜の動きを耳小骨を用いて蝸牛の中へと伝え、蝸牛の中にある有毛細胞で神経パルス（電気信号）に変換して、蝸牛神経を通して大脳の聴覚中枢へと送る。
なお、ほとんどの哺乳類（ヒトを含む）においては、五感を司る器官の中でも、耳は生まれたときすでに成体に近いレベルまで発達している。これは、外界の危険を感じ取ったり、親とのコミュニケーション（ヒトの場合、特に言語）を維持・学習するために必要だからと考えられる。ただし、ヒトの聴覚は発育とともに徐々に発達していくものであるので、乳児は成人と同じ聴覚をもってはいない。音を感じることはできても、それを周波数別に分別して音を理解する側頭葉の発育が不十分であるためである。検知はできるが、認知ができないのである。したがって、生下時に十分な聴力がなく音が聞こえない状態で育ったヒトは、たとえその状態が成人になってから良くなっても、音声を理解することができない。脳で音声信号を処理することができないのである。これは視覚についても同様のことが言える。

## ヒトの耳
ヒトの耳は、外耳・中耳・内耳の3部分に区別できる。

### 外耳

#### 耳介

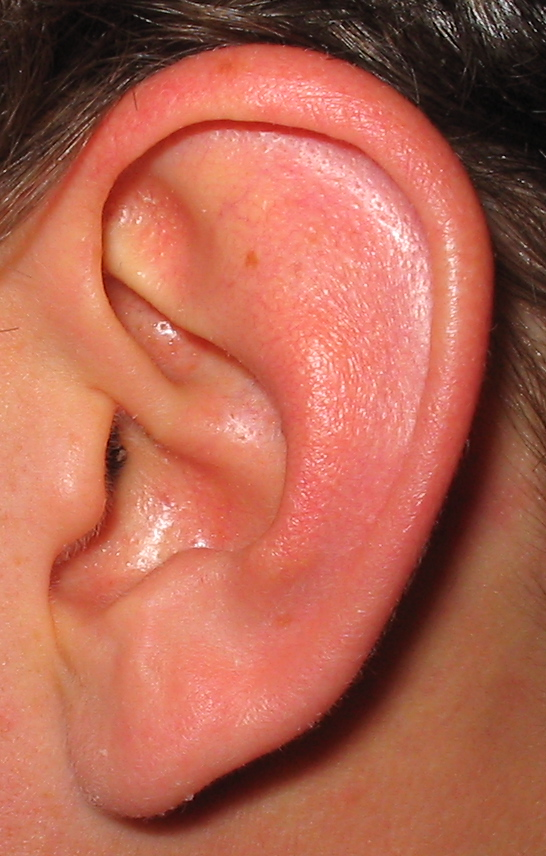
外耳

外観として目立つヒトの耳介は、体外の音波を集める集音器の機能を持ち、3,000Hzを中心に約10-15dBの音響利得があるとされる。耳介軟骨（弾性軟骨）に耳介筋と呼ばれる横紋筋が取り付き、その全体を皮膚が覆う構造をしている。ヒトの場合、この耳介筋は退化しているため、動かす事は難しい。耳介の下端には耳朶（耳垂）という柔らかい部分がある。一般的な形状として、前は1個の黄色繊維軟骨がもたらす複雑な浮き上がりの中にくぼみがあり、後ろは滑らかな凸状になっている。人によって見られるダーウィン結節は、耳輪の下向きになった部分にある突起で、長い耳を持つ哺乳動物の耳の穂先に対応する。
ヒトの耳介は身体の中でも特徴的な形状をしており、成人後は基本的に変化しないので、まれに個体識別の材料となることもある。また、よく遺伝するので、DNAや血液型による親子鑑定が一般的となる前は、親子鑑定の材料として用いられていた。ただし、柔道、レスリング、相撲などの組技格闘技をすると、耳介がこすれて内出血を起こしやすく、これを繰り返すうちに耳全体が腫れ上がって形状が変わってしまう場合がある（耳介血腫）。
耳介の血流の変化は見て取りやすく、興奮時などには耳介が赤くなる場合がある。そのため、俗に興奮した際や強い羞恥を感じた際の比喩表現として「耳まで赤くなる」と言うことがあるが、冷気に曝された場合などにおいて、精神的な活動とは無関係に赤くなることもある。また、ヒトの身体の中では比較的凍傷になりやすい部分であり、寒冷地では耳介を保護する防寒具が用いられることがある。

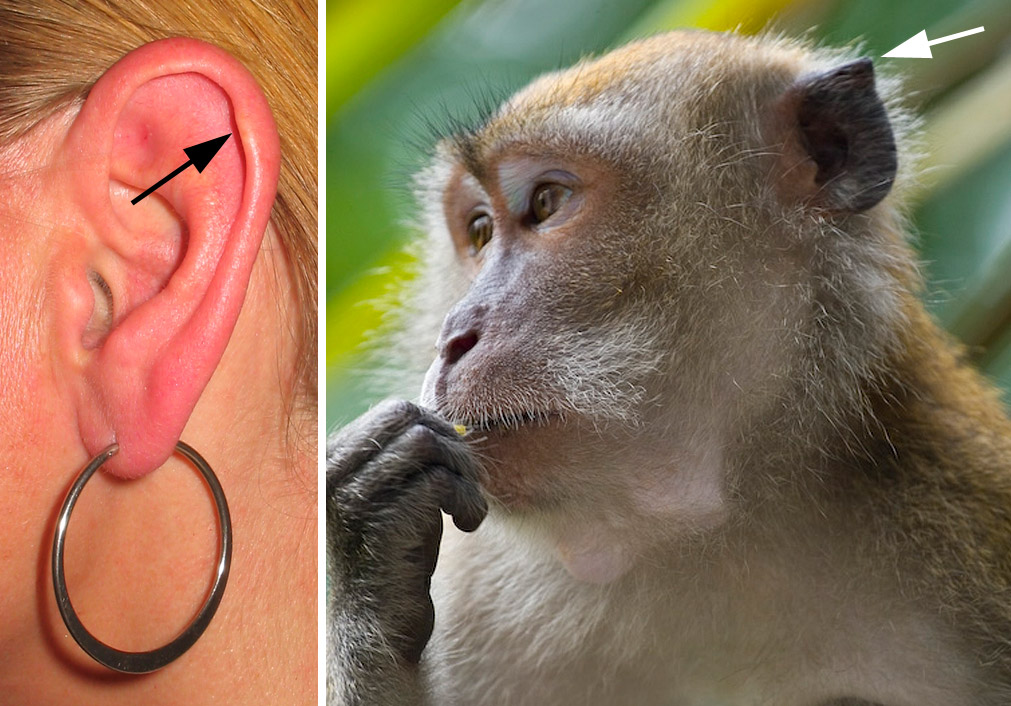
サル目としてヒト（左）とバーバリーマカク（右）の比較。矢印で示した部分がダーウィン結節。

耳介を動かせる男性

ヒトだけでなくオランウータンやチンパンジーなど霊長類は、耳にあまり発達しておらず機能も持たないが識別に充分な大きさがある筋肉を持つ事が知られている。この未発達の筋肉は遺残構造に当たり、理由はどうあれ耳介を動かせないこの筋肉は、生物学的機能を失ってしまったと言うことができ、近縁種間にある相同の証拠ともみなされる。なお、ヒトの中でも変異性があり、この筋肉を使って耳介を動かせる者もいる。この筋肉の目的は一般的なサルが持たない首を水平に回す能力で代替されており、これはある器官が備えた機能がのちに別の器官の機能に移ってしまう例に当たる。
美容整形手術によって耳を小さくしたり形を整えたりすることは耳介形成術と言う。まれにある耳介が形成されない先天性閉鎖症や発達が小さい小耳症などへの対応として、耳介の再建も行われている。通常、肋骨部など身体の別の部位から軟骨を採取して耳の形に成形し、移植用皮膚や回転皮弁で覆う。近年ではラットの背中で耳介を発達させ、然るべき後に移植する方法もある。しかし、閉鎖症や未発達状態の耳介を持って生まれた新生児の抱える問題は外耳にとどまらず、三半規管の未発達や欠落、または奇形を伴うことがある。医学的な初期対処は、赤ちゃんの聴力や外耳道とともに三半規管の状態を調べる必要があり、その結果から耳介を含む耳全体の修復治療計画が立てられる。
20世紀後半までは、「サザエさん」や「ドラえもん」といった子供向け番組で、家族の年長者が耳介を引っ張るという児童虐待がしばしば見られたが、近年では自主規制によりあまり見られなくなっている。

#### 外耳道
耳の外部に開かれた孔（外耳孔）と鼓膜の間にある約25mmの管状部分は外耳道という。外側から1/3は軟骨で、その奥の2/3は骨が周りを囲い、皮膚が覆う。形状はゆるやかなS字型に曲がっている。皮膚部分にはアポクリン腺という分泌を行う腺があり、この分泌物が耳垢となる。

### 中耳

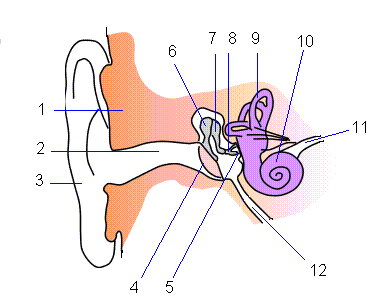
ヒトの耳の構造。1:骨導、2:外耳道、3:耳殻、4:鼓膜、5:前庭窓、6:槌骨、7:砧骨、8:鐙骨、9:三半規管、10:蝸牛、11:聴神経、12:耳管

#### 鼓膜と鼓室
鼓膜とは外耳と中耳の間にある線維性の薄い膜で、寸法は直径約10mm、厚さ約0.1mmである。外耳道に対し上が覆いかぶさるような斜めになっており、中央は漏斗状のへこみ（鼓膜臍）がある。鼓膜には外面内面ともに神経が分布し、痛覚にきわめて敏感である。鼓膜の内側は粘膜で覆われた鼓室があり、耳管で咽頭と繋がっている。鼓膜には耳小骨という米粒ほどの大きさである3つの骨が繋がっており、鼓膜側から槌骨・砧骨・鐙骨と言う。この3つの骨は関節で繋がり、耳小骨筋（鼓膜張筋・鐙骨筋）という筋肉がついている。音波を捉え鼓膜が振動すると、耳小骨は連動し、内耳へ伝える。耳小骨筋は、大きすぎる音によって耳小骨が過剰に動かないよう収縮の力を加えている。なお、耳小骨を3つ持っている生物は、哺乳類以外に知られていない。
耳管（エウスタキオ管）は通常は圧迫されて閉じている。しかし何かを飲み込むなどの動きに連動して一時的に開く。この動きによって外気圧と中耳の気圧差を解消する。これが何らかの原因で閉塞すると、鼓膜が陥没して振動しにくくなり、難聴を引き起こす。逆に開放されたままの状態だと、自らの声が異常に大きく聞こえる自声強聴という状態になる。

### 内耳
内耳全体は、側頭骨に空いた複雑な空間である骨迷路の中に、ほぼ同じ形の膜迷路が収まって形成されている。この間には外リンパというリンパ液で満たされている。膜迷路には、前方から三半規管（半規管）、前庭、蝸牛の3つの構造がある。

#### 前庭
前庭は三半規管と蝸牛に挟まれた内耳の中央にあり、側面の前庭窓で中耳の鼓膜部分と接している。その中には2つの袋があり球形嚢と卵形嚢と呼ばれ、これらの中に有毛細胞を持つ平衡斑が感覚器官として働く。嚢の中には平衡砂という炭酸カルシウムの結晶を乗せた平衡砂漠と呼ばれるゼリー状物質が有毛細胞を覆っており、身体の動きや傾きなどによって平衡砂漠が動き、それを有毛細胞が感知する。

#### 蝸牛
耳が捉えた音波は鼓膜を介して前庭窓から膜迷路を振動させる。蝸牛はカタツムリの殻に似たらせん状の管が蝸牛軸に2巻き半巻いた形を持つ。らせん管の断面は、前庭球形嚢と繋がる蝸牛管を挟んで前庭階と鼓室階という外リンパで満たされ蝸牛頂部で繋がった2つの空洞がある。蝸牛管の底には高さが伸びた上皮細胞によって作られた有毛細胞を持つラセン器（コルト器）が形成されている。膜迷路の振動は外リンパを介し、根元の穴（前庭窓・卵円窓）を通って前庭階内部に伝わる。そして蝸牛先端で鼓室階へ抜け、最終的に蝸牛窓（正円窓）で消える。この一連の振動は間にある蝸牛管に満たされた内リンパ液を揺らし、ラセン器の毛細血管に感知される。

#### 三半規管
三半規管は、それぞれが直交に配置された半円弧状の前半規管・後半規管・外側半規管の3つの管で構成され、それぞれ途中に膨らんだ膨大部という部分がある。膨大部の中には有毛細胞の感覚毛が伸びた膨大部稜（小帽）があり、ここで身体の傾きを感じ取る（平衡感覚）。

### 内耳神経
内耳で感知された音波や平衡感覚などの神経信号は、神経系の器官に属し脳神経の感覚性の一部をなす内耳神経を伝って脳へ届く。蝸牛から聴覚信号を送る部分は蝸牛神経、前庭から平衡覚などの信号を送る部分は前庭神経という。これらは内耳道の底で合流して頭蓋の中に導かれ、顔面神経の外側で脳と接続する。

### 機能から見た耳
先述のように、外観として目立つ耳介を俗に「耳」と呼ぶ場合も少なくないが、外耳、中耳、内耳までの全体が耳である。そして、音を感知する部分も、平衡覚を感知する部分も、回転覚を感知する部分も、全ては内耳に存在している。ただし、音の感知に関しては内耳以外に、外耳や中耳も一定の役割を果たしている。なお、いずれの感覚も、脳で処理されることによって、はじめて知覚される。

#### 音の感知
音は、主に外耳より空気の振動として外耳道を通って耳の中へ進入し、鼓膜により固体の振動へと変換され、それが中耳内の耳小骨を伝わり、内耳の蝸牛へと到達する。なお、蝸牛の中は液体で満たされているので、ここまでで、気体の振動、固体の振動、液体の振動と変化していることになる。ただし、自らが発した声の場合は、自らの骨などを伝わってゆく音、いわゆる骨導音も内耳の蝸牛へと到達しているように、音の伝達には別ルートも存在する。
いずれのルートから来た音による振動であっても、蝸牛に到達した振動は、蝸牛の中にある基底膜上の有毛細胞の毛を振動させる。この有毛細胞に伝わった振動は、有毛細胞の外にあるカリウムイオンが、有毛細胞の内側へと移動し、これによって電位の変化が発生する（カリウムイオンは正の電荷を持つため）。これが有毛細胞を興奮させ、その興奮は電気信号となって大脳の聴覚中枢へと達し、音として知覚される。なお、左右に2つの耳を持ち、この信号を脳で処理することによって、音源の定位なども知覚している。また、入力された音の強さに応じて感度を変えるといったこともしている。このように、音を知覚するには脳の活動が欠かせないが、内耳で有毛細胞が音によって生じた振動を電気信号に変えてくれなければ、脳の側ではどうすることもできない。ちなみに、音を電気信号に変換している有毛細胞が活動しているかどうかは、外耳道に高性能のマイクロフォンを近づけた時、微弱な音が耳の中から出ていれば、活動していることを確認することができるので、乳児の聴覚が正常かどうかの検査に利用されることがある。
音の感知に関しては、内耳以外に、外耳や中耳にも役割がある。まず、外耳の耳介は集音器としても役立っている。これは手を耳介の後ろにあてがってみれば、音の聞こえが良くなることから、その効果を簡単に確かめることができる。他にも、外耳道は閉管と考えることができ、これが共鳴器となり、共鳴する周波数付近の感度を上げている。
また、中耳は、内耳の蝸牛を満たしている液体に、効率的に振動を伝えるために大きな役割を果たしている。この役割を担っているのは、主に鼓膜と耳小骨である。鼓室形成術のような手術が考案されたのも、たとえ内耳の機能が保たれていたとしても、鼓膜と耳小骨とが正常に機能していないと音の聞こえが悪くなってしまうからである。中耳は、内耳のように液体で満たされているのではなく、空気で満たされているので、耳小骨は振動しやすくなっており、これが振動を伝える効率を上げている。また、鼓膜も中耳側に凹んだ形状を持っているなど、空気の振動をより効率良く受け取れるようになっている。加齢と共に鼓膜や耳小骨が振動しにくくなることは老人性難聴の一因である。なお、中耳は耳管で咽頭とつながっており、外耳と中耳の間に気圧の差が生じた時に、この耳管を用いて気圧差を解消することで鼓膜の振動が妨げられないようにしている。
ヒトの耳は一般的に20ヘルツから20キロヘルツの音域を聴く事が可能で、これは可聴周波数と呼ばれる。聴覚には耳の働きと同様に中枢神経の聴覚野が充分に機能していることが必要だが、ヒトの聴覚障害（音に対する極端な鈍感さ）は神経や聴覚野よりも内耳に問題を抱えている場合が最も多い。

#### 平衡感覚
平衡感覚に関係しているのは、耳では内耳と呼ばれる部分のみである。ただし、ヒトの場合、平衡感覚に関係しているのは、内耳だけではない点には注意が必要である。しかし、それでも平衡覚の感知や回転覚の感知に、内耳は大きな役割を果たしている。もしも内耳の疾患があると、耳鳴りや難聴が起こったりする以外に、めまいなどが起こったりするのは、これらの感覚が狂うためである。この内耳での平衡覚と回転覚の感知においても有毛細胞が活躍しており、耳石器（卵形嚢斑と球形嚢斑の部分）にある有毛細胞は、主に頭部の傾斜を感知し、三半規管にある有毛細胞は、主に頭部の回転を感知している。これらの有毛細胞からの情報が電気信号として脳に伝えられ、視覚や皮膚感覚や関節の動きや筋肉の動きなど、他の感覚と統合することによって、ヒトは平衡感覚を得ている。

## 耳毒性
薬剤などがヒトの耳の機能に与える悪影響（耳毒性）については、ある程度の調査が行われてきた。聴力低下を招く物質や耳石器にダメージを与える物質を幾つか挙げておく。

### トルエン
トルエンに暴露されると、聴力にも悪影響があることが知られている。ヒトの場合、日常的にトルエンに暴露されていた個体において、聴性脳幹反応の潜時（電位変化が現れるまでの時間）が長くなることが確認されている。
つまり、音の入力があってから脳で解析されるまでの時間が、健康な個体と比べて長くなってしまうのである。
以下は動物実験でトルエンが聴力に悪影響を与えた事例である。1200ppm（4500 [mg/m3]）のトルエンに5週間暴露され続けたラットは、その直後〜数週間程度は何ともなかったが、約10週間後（2.5ヶ月後）には4 [kHz]の音では問題が起こらなかったものの、8 [kHz]の音でわずかに聴力低下、12 [kHz]以上の音では顕著な聴力低下が見られた。つまり、ラットはトルエンの影響で、特に高い周波数において聴力障害が起こるのである。さらに、聴性脳幹反応を見ても、音に対する反応速度が低下している（聴性脳幹反応の各波の発生が遅くなる）のが見られた。
他にも様々な条件で調べられており、
- 1000ppm（3750 [mg/m3]）のトルエンを1日当たり14時間・2週間に渡って暴露
- 1500ppm（5625 [mg/m3]）のトルエンを1日当たり14時間・3日間に渡って暴露
- 2000ppm（7500 [mg/m3]）のトルエンを1日当たり8時間・3日間に渡って暴露

などの条件でラットに聴力低下が発生した。また、モルモットでもトルエンは、その蝸牛にダメージを与えることが明らかになっている。
なお、2005年現在なぜトルエンでこのようなことが起こるのかについては判っていない。

### 抗生物質
抗生物質の中でも、アミノ配糖体系抗生物質には耳毒性があることが知られており、内耳障害を引き起こす。音の感知については、まず高音域から聴力低下が始まり、次第に低音域へと進行し、最終的には聴力を喪失する。低下した聴力は、投薬を中止しても回復しない。また、耳石器へも毒性を発揮し平衡感覚を狂わせる。最悪の場合、耳石器の機能が完全に失われる。こちらも投薬を中止しても回復しない。このような抗生物質として、カナマイシン、ストレプトマイシン、ゲンタマイシンが知られる。
他の抗生物質でも、例えばテトラサイクリン系抗生物質のミノマイシンは耳石器への毒性が知られており、めまいなどを引き起こすことがある。ただ、ミノマイシンの場合は投薬を中止すれば回復する。

### ループ利尿薬
ループ利尿薬には、Na+/K+/2Cl-共輸送系を阻害することで尿量の増加を起こさせているが、体内のNa+とK+とのバランスも崩してしまうという副作用が存在する。この時、内耳のリンパ液のNa+とK+とのバランスまで崩してしまい、結果として感音難聴を生じることがある。投薬を中止すれば、多くは難聴も解消するが、まれに障害が残るケースも存在する。このような利尿薬として、フロセミドやエタクリン酸などが知られている。

### その他の薬剤
他にも次のような薬剤で耳毒性が知られている。
- アセチルサリチル酸 - 大量使用して血中濃度が高くなると、耳鳴りと難聴を生ずる。ただし、使用を中止すれば回復する。
- シスプラチン - 副作用の1つとして、耳鳴りと難聴を引き起こす。使用を中止しても回復しない。

## 脊椎動物の耳

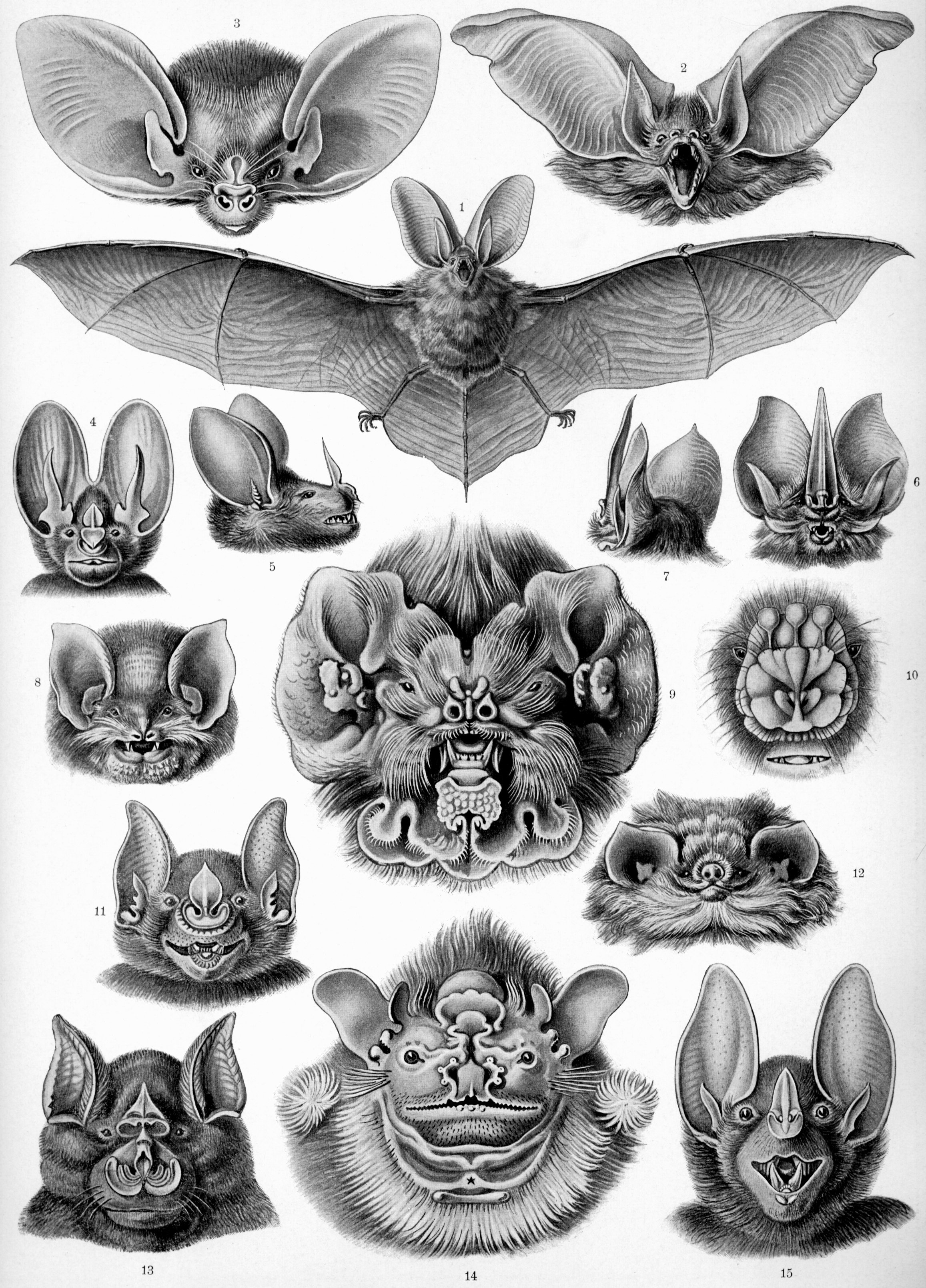
多様なコウモリの耳介

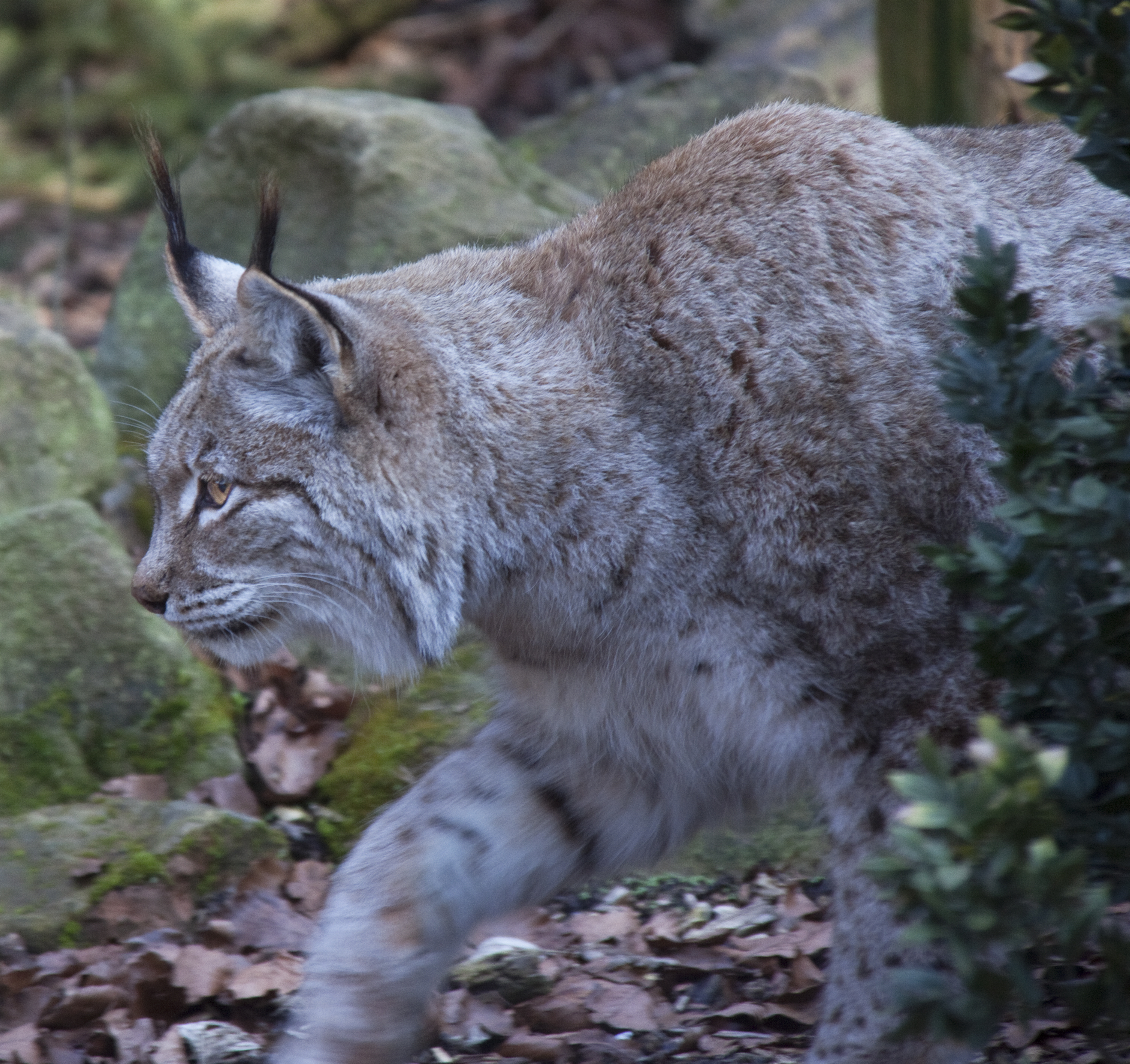
ヤマネコ。耳の付け根に辺縁嚢、耳の内側に生えるゴミを除去するタフト（tufts）、耳の先端に見られるリンクスティップス（Lynx Tips）が確認できる。

両生類、爬虫類、鳥類、哺乳類が持つ半規管は、全て三半規管であるという共通点を持つ。したがって、以降は半規管の種類に関する記述は省略する。参考までに、脊椎動物の中で半規管がニ半規管なのはヤツメウナギが知られており、半規管が一半規管なのはヌタウナギが知られている。

### 両生類の耳
両生類の耳は、伝音の役目を果たしている耳小骨は1つだけであり、この部分は小柱（しょうちゅう）と呼ばれている。

### 爬虫類の耳
爬虫類の耳は、外耳道が短く、外側から見て浅いくぼみになっており、前縁を方形骨に支えられた鼓膜が見える。また、両生類と同様、伝音の役目を果たしている耳小骨は1つだけであり、小柱と呼ばれている。なお、カメレオンなど幾つかの種類では、鼓膜は皮膚に覆われている。また、ヘビや無肢トカゲは鼓膜を持っておらず、耳小骨は直接方形骨に接し骨伝導で振動を伝える。

### 鳥類の耳
鳥類の耳は爬虫類と同様、鼓膜の前縁は方形骨に支持され、ここからの伝音の役目を果たしている耳小骨は1つだけであり、小柱と呼ばれている。なお、フクロウ科の羽角は、耳そのものというわけではないものの、俗に「フクロウの耳」「ミミズクの耳」などと言われることもある。

### 哺乳類の耳
陸上に住む哺乳類は、しばしば耳介を動かすことができる。また、同じく陸上に住む哺乳類の中には、耳介が体温調節の機能を持っている場合もある。例えば、ゾウは、その表面積の大きな耳介を利用して、中を流れる血液を空冷している。ちなみに、これは自然界でのことではないが、ヒトが家畜としているウシの個体識別などのための札も、この耳介の部分に装着する場合がある。
ある種の哺乳動物の耳に見られる内側にある複雑な隆線は、反響や獲物が立てる音に耳を向けて敏感に受け止める行動の際に役立つ。この隆線は、フレネルレンズと似た効果を音響上で得る役割を持つと見なす事ができ、またコウモリ、アイアイ、ショウガラゴ、オオミミギツネ、ネズミキツネザルなど種に関わらず多様な動物に見られる。
垂れ耳うさぎには5種類の耳がある。
ネコ科動物の耳の付け根には、辺縁嚢（えんぴのう、ヘンリーズポケット、耳袋）と呼ばれる袋状の器官がある。

## 無脊椎動物の耳
無脊椎動物において、耳、すなわち、空気中または水中を伝わる音波を検出するための特殊化した聴覚器官 を有する分類群はあまり多くなく、具体的には節足動物と頭足類の一部でしか知られていない。

節足動物の耳は基本的に昆虫類においてのみ知られるもので、おもに鼓膜器官とジョンストン器官（英語: Johnston's organ）のふたつのタイプに分けられる。ジョンストン器官が触角に位置するのに対して、鼓膜器官は体のさまざまな部位に発生し、その位置は分類群によって異なる傾向がある。昆虫における聴覚は、捕食者から身を守るための手段としてのほか、種内コミュニケーションのために機能する場合も多い。

## 耳と文化

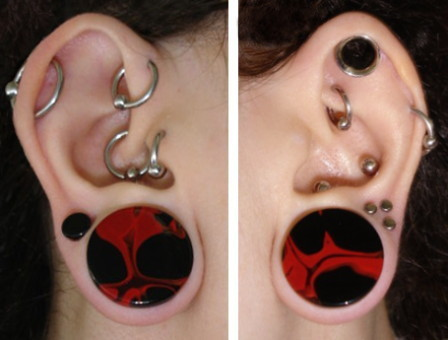
様々なピアスをつけた耳

何千年も昔から、伝統的に耳介のピアスなど宝石等が装飾された。中には装飾に耳たぶを伸ばして大きくする目的を持たせた文化圏もある。しかし一方で、余りに重い耳飾りや、衣服に絡んだりして耳介を傷つける事例も生じている。
耳（耳介）は、外観上目立つ部分なので、イヤリングなどで装飾されたり眼鏡の装着場所としても利用されたりする。また、コスプレなどにおいて、例えばバニーガールではウサギの耳介を模した装飾を付けたり、ある種の衣装では他の動物の耳介を模した装飾（猫耳など）を付けたりする例が見られる。さらに、そのようなヒトと他の動物の耳介をくっつけたイラストなども存在する。
また、耳に関する習慣として、外耳道から耳垢を取り出す行為である耳掻きのように、日本など限られた地域だけの習慣もある。他、福耳のように、特定の文化圏で珍重される耳介の形状などもある。
近年行われるようになった利用法として、皮膚の細胞の採取の場所として、耳介があるために目立たない耳介と頭の間が選択されたりもする。他に、体温の計測の時に、耳介の中央部にある外耳道が利用されることもある。
また、ヒトの耳介は、ヒトの身体の中でも特徴的な形状をしていて目立つ部分でもあるので、この部分にコンプレックスを持つ例も見受けられる。これは美容形成の分野で、耳介の角度を変えるといったことが行われることがあることからもうかがえる。中には、画家のゴッホのように、自分の耳介を切り取ってしまった者も存在する。

## 派生義
- フクロウ科の羽角、物の外周部、先端部、突出部を耳介に喩えて、耳と呼ぶ場合がある。ミミズクの耳、食パンの耳、カステラの耳、ティーカップの耳（＝取っ手）、イカの耳（鰭）など。木工では、丸太を板に製材した後で側面に残る樹皮を、耳と言う。
  - 物の外周部という意味では同じだが、単に「耳」ではなく、例えば切手シートの耳紙のように、「耳＊」などと呼ばれる場合もある。
- 聴覚及び聴覚情報を使った認識を耳に喩える場合がある。地獄耳、早耳、英語の耳など。道教の神に、聴覚に優れた順風耳がいる。
- 中国では漢字のこざとへん（阜部。阝）、おおざと（邑部。阝）を耳に喩えている。